# Fredric Lehne

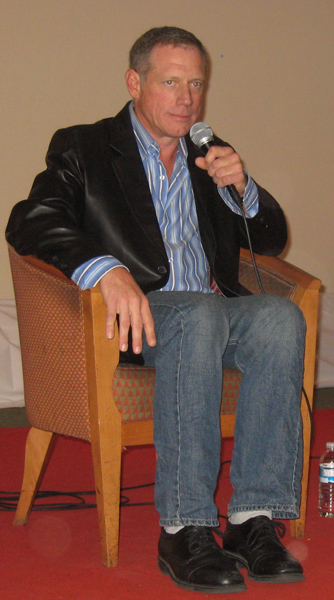
Fredric Lehne (2008)

Fredric Lehne (* 3. Februar 1959 in Buffalo, New York), auch Fredric Lane, ist ein US-amerikanischer Schauspieler und Filmemacher.

## Leben und Karriere
Die Schauspielkarriere von Lehne begann Ende der 1970er-Jahre im jungen Erwachsenenalter mit Gastauftritten in verschiedenen Fernsehen. Erste Filmauftritte als Nebendarsteller erfolgten u. a. in Hal Ashbys Gesellschaftskomödie Willkommen Mr. Chance (1979) und in Robert Redfords oscarprämiertem Drama Eine ganz normale Familie (1980). Mitte der 1980er-Jahre hatte er in 19 Folgen der Fernsehserie Dallas eine wiederkehrende Nebenrolle als Eddie Cronin. In der zweiten Hälfte des Jahrzehnts hatte er Hauptrollen in der Miniserie Beverly Hills Boys Club und in der Krimiserie Einer gegen alle – Mancuso, FBI.
Über die Jahrzehnte entwickelte sich Lehne zu einem gut beschäftigten Hollywood-Schauspieler, dessen filmisches Schaffen über 160 Film- und Fernsehproduktionen ausmacht. In den meisten Fällen blieb er dabei allerdings auf Nebenrollen beschränkt. Eine seiner bekanntesten Rollen ist die des Marshals Edward Mars in Lost, welcher die Figur Kate Austen (gespielt von Evangeline Lilly) verfolgt. Weiterhin verkörperte Lehne den Dämon Asasel in vier Folgen von Supernatural und Frank McCann in sieben Folgen von American Horror Story.  Zudem war er über die Jahre Gastdarsteller in bekannten Serien wie Babylon 5, Mord ist ihr Hobby, The Mentalist, Malcolm mittendrin, Navy CIS und Criminal Minds. 
Im Kino hatte er Nebenrollen in Filmen wie Men in Black, Con Air, Zero Dark Thirty und The Dark Knight Rises. Seit 2015 inszenierte er als Regisseur auch eine Reihe von Kurzfilmen, bei der Mehrzahl dieser fungierte er zusätzlich als Drehbuchautor.

## Filmografie (Auswahl)

### Fernsehserien
- 1978: In the Beginning (Folge 1x04)
- 1980: Eine amerikanische Familie (Family, Folge 5x05)
- 1982: Cagney & Lacey (Folge 2x07)
- 1984–1985: Dallas (19 Folgen)
- 1987: Beverly Hills Boys Club (Billionaire Boys Club, Miniserie)
- 1987, 1996: Mord ist ihr Hobby (Murder, She Wrote, 2 Folgen)
- 1988: Günstlinge der Hölle (Favorite Son, Miniserie)
- 1988, 1989: China Beach – Frauen am Rande der Hölle (China Beach, 2 Folgen)
- 1989–1990: Einer gegen alle – Mancuso, FBI (Mancuso, FBI, 20 Folgen)
- 1990: Kampf gegen die Mafia (Wiseguy, 3 Folgen)
- 1993: Matlock (Folge 7x05)
- 1994: Time Trax – Zurück in die Zukunft (Time Trax, Folge 2x10)
- 1995: Renegade – Gnadenlose Jagd (Renegade, Folge 3x16)
- 1995: Babylon 5 (Folge 2x09)
- 1996: Diagnose: Mord (Diagnosis: Murder, Folge 3x10)
- 1996: New York Cops – NYPD Blue (NYPD Blue, Folge 3x16)
- 1996: Sliders – Das Tor in eine fremde Dimension (Sliders, Folge 3x10)
- 1997: Emergency Room – Die Notaufnahme (ER, Folge 3x12)
- 1997: Chicago Hope – Endstation Hoffnung (Chicago Hope, Folge 4x04)
- 1998: From the Earth to the Moon (Miniserie)
- 1998, 1999: Akte X – Die unheimlichen Fälle des FBI (The X-Files, 2 Folgen)
- 1998, 2000: Ein Hauch von Himmel (Touched by an Angel, 2 Folgen)
- 2001: V.I.P. – Die Bodyguards (V.I.P., Folge 4x04)
- 2001, 2009: CSI: Vegas (CSI: Crime Scene Investigation, 2 Folgen)
- 2002: Crossing Jordan – Pathologin mit Profil (Crossing Jordan, Folge 2x06)
- 2002, 2004: JAG – Im Auftrag der Ehre (JAG, 2 Folgen)
- 2003: Firefly – Der Aufbruch der Serenity (Firefly, Folge 1x12)
- 2003: Cold Case – Kein Opfer ist je vergessen (Cold Case, Folge 1x10)
- 2004: Navy CIS (NCIS, Folge 1x19)
- 2004–2007, 2010: Lost (11 Folgen)
- 2005: CSI: NY (Folge 1x13)
- 2005: Malcolm mittendrin (Malcolm in the Middle, Folge 6x10)
- 2005: Without a Trace – Spurlos verschwunden (Without a Trace, Folge 4x07)
- 2006: Bones – Die Knochenjägerin (Bones, Folge 1x18)
- 2006: Medium – Nichts bleibt verborgen (Medium, Folge 2x16)
- 2006–2010: Supernatural (4 Folgen)
- 2007: Ghost Whisperer – Stimmen aus dem Jenseits (Ghost Whisperer, Folgen 2x19-20)
- 2007: The Closer (Folge 3x13)
- 2008: Saving Grace (Folge 2x04)
- 2008, 2017: Criminal Minds (2 Folgen)
- 2009: The Mentalist (Folge 1x20)
- 2009, 2013: Law & Order: Special Victims Unit (2 Folgen)
- 2010: Justified (Folge 1x08)
- 2010: Rubicon (2 Folgen)
- 2011: Big Love (2 Folgen)
- 2011: Castle (Folge 4x06)
- 2012: American Horror Story (7 Folgen)
- 2013: Boardwalk Empire (2 Folgen)
- 2014: Crisis (2 Folgen)
- 2014: Revenge (Folge 3x11)
- 2014: The Red Road (2 Folgen)
- 2014, 2015: Blue Bloods – Crime Scene New York (Blue Bloods, 2 Folgen)
- 2015: Public Morals (7 Folgen)
- 2015: Chicago Fire (7 Folgen)
- 2016: Feed the Beast (Miniserie)
- 2017: Quantico (3 Folgen)
- 2017: Preacher (Folge 2x07)
- 2017: The Blacklist (Folge 5x05)
- 2018: Seven Seconds (Miniserie)
- 2018: Homeland (2 Folgen)
- 2018: Madam Secretary (Folge 4x15)
- 2018: Yellowstone (3 Folgen)
- 2018: Mr. Mercedes (2 Folgen)
- 2018, 2022: Westworld (2 Folgen)
- 2019: Bull (Folge 3x18)
- 2020: Die Helden der Nation (The Right Stuff, 2 Folgen)
- 2021: Dexter: New Blood (3 Folgen)
- 2021: Evil (Folge 2x06)
- 2021: FBI: International (Folge 1x03)
- 2021: Dexter: New Blood (Miniserie)
- 2022: Partner Track (5 Folgen)
- 2023: The Rookie: Feds (Folge 1x22)
- 2024: Elsbeth (7 Folgen)
- 2024: Law & Order (Folge 24x08)
- 2025: Zero Day (Miniserie)

### Kino- und Fernsehfilme
- 1979: Willkommen Mr. Chance (Being There)
- 1980: Jeanies Clique (Foxes)
- 1980: Eine ganz normale Familie (Ordinary People)
- 1980: Wir sind alle Gottes Kinder (All God’s Children, Fernsehfilm)
- 1980: Ein Baby im Haus (Baby Comes Home, Fernsehfilm)
- 1981: Tag des Zorns (Coward of the County, Fernsehfilm)
- 1981: Der Junge Adoptiv-Vater (The Children Nobody Wanted, Fernsehfilm)
- 1982: The Tragedy of Romeo and Juliet
- 1989: Amityville Horror 4 (Amityville 4: The Evil Escapes, Fernsehfilm)
- 1991: Eine Falle für den Killer (This Gun for Hire, Fernsehfilm)
- 1991: Spiel gegen den Tod (Deadly Game, Fernsehfilm)
- 1993: Der Tod kommt auf vier Pfoten (Man’s Best Friend)
- 1994: Nightmare Lover (Dream Lover)
- 1997: Von Polizisten terrorisiert (Payback, Fernsehfilm)
- 1997: Con Air
- 1997: Men in Black
- 1998: Das große Inferno (Inferno, Fernsehfilm)
- 1999: Harveys Zauberballons (Balloon Farm, Fernsehfilm)
- 2000: Die Festung II: Die Rückkehr (Fortress 2: Re-Entry)
- 2000: Destination: Impact – Verschollen im Pazifik (Submerged)
- 2000: Der Makler (Terror Tract)
- 2001: Octopus 2 (Octopus 2: River of Fear)
- 2003: Air Strike – Einsatz am Himmel (Air Strike)
- 2004: Explosiv – Der Tod wartet nicht (Family Under Siege)
- 2005: Supernova – Wenn die Sonne explodiert (Supernova, Fernsehfilm)
- 2012: The Dark Knight Rises
- 2012: Zero Dark Thirty
- 2013: Bottled Up
- 2013: The Ordained
- 2015: Der Kandidat – Macht hat Ihren Preis (The Runner)
- 2016: Tallulah
- 2016: Money
- 2016: Split
- 2017: Greatest Showman (The Greatest Showman)
- 2019: Human Capital
- 2021: The Eyes of Tammy Faye

### Hinter der Kamera
- 2015: Treasure Map (Kurzfilm, Regie)
- 2018: Shy Guys (Kurzfilm, Regie und Drehbuch)
- 2018: Margaret and Gary (Kurzfilm, Regie und Drehbuch)
- 2019: Real American Chicken (Kurzfilm, Regie und Drehbuch)
- 2023: Couple a Cards (Kurzfilm, Regie und Drehbuch)